# Two-Lane Blacktop
Two-Lane Blacktop (bra: Corrida Sem Fim; prt: A Estrada Não Tem Fim)  é um filme de 1971 dirigido por Monte Hellman e estrelado pelo cantor e compositor James Taylor, o baterista dos Beach Boys Dennis Wilson, Warren Oates e Laurie Bird.  "Blacktop" significa uma estrada de asfalto.
A revista Esquire declarou o filme como “filme do ano de 1971” e até publicou o roteiro inteiro na sua edição de abril de 1971, mas o filme não foi um sucesso comercial. O filme desde então se tornou um clássico cult da era da contracultura. Brock Yates, organizador da Trophy Dash Cannonball Baker Sea-To-Shining-Sea (mais conhecido como Cannonball Run), que foi uma corrida automobilística não oficial, não sancionada, realizada cinco vezes nos anos 70 em Nova York e Darien, Connecticut, na Costa Leste dos Estados Unidos até Portofino Inn, em Redondo Beach, Califórnia cita o filme como uma fonte de inspiração para a criação da corrida, e comentou sobre isso em sua coluna Car and Driver e anunciando o primeiro Cannonball.

## Sinopse
Dois homens, Piloto (James Taylor) e Mecânico (Dennis Wilson) viajam pelos Estados Unidos em seu Chevrolet 150 modificado à procura de competições de corrida com moradores locais. Após conhecerem a Garota (Laurie Bird), os dois encontram em um posto de gasolina G.T.O (Warren Oates), homem tão viciado em velocidade quanto eles. Eles apostam uma corrida até Washington e quem chegar primeiro ficará com o carro perdedor.

## Elenco
- James Taylor como Piloto
- Warren Oates como GTO
- Laurie Bird como Garota
- Dennis Wilson como Mecânico
- Rudolph Wurlitzer como Hot Rod Driver
- Bill Keller como Texas Hitchhiker
- H.D. Stanton como Oklahoma Hitchhiker
- Richard Ruth como the gas station attendant in Needles
- Don Samuels como Texas Policeman #1
- Charles Moore como Texas Policeman #2
- Alan Vint como Man in Roadhouse
- George Mitchell como Truck Driver at Accident
- A. J. Solari como Tennessee Hitchhiker
- Katherine Squire como Old Woman
- Melissa Hellman como Little Girl with Old Woman picked up by GTO
- James Mitchum como Man #2 at Race Track (billed as Jim Mitcham)
- Kreag Caffey como Boy with Motorcycle